# Mai 1848

## Événements
- 4 mai, France : l’Assemblée constituante se réunit, la République est officiellement proclamée.
  - Député du centre-gauche sous la monarchie de Juillet, Tocqueville appartient désormais au centre-droit, et il siège avec les « républicains du lendemain » ralliés à la République après la révolution de février (fin le 26 mai 1849).

- 9 mai : capitulation des insurgés de Poznań en Pologne prussienne. Les Polonais sont soumis à une politique de germanisation.

- 9 mai - 10 mai, France : l'Assemblée Constituante élit la Commission exécutive (Arago, Garnier-Pagès, Marie, Lamartine, Ledru-Rollin) qui doit se substituer au gouvernement provisoire.

- 10 - 15 mai : le colonel Josip Jelačić, désigné comme ban par la diète (25 mars) proclame l’indépendance de la Croatie face à la Hongrie et met ses forces à la disposition de l’empereur. Slovaques, Serbes, Roumains font de même.

- 11 mai : 
  - Présentation des « Demandes de la nation slovaque » à Saint-Nicolas-de-Liptov. Elles réclament le suffrage universel masculin, la liberté de la presse, le droit de réunion, une réforme de la loi sur l’abolition du servage, une représentation propre à la diète, une diète slovaque provinciale, des écoles slovaques. Le gouvernement hongrois répond en décrétant la loi martiale et en émettant un mandant d’arrêt à l’encontre de Štúr, de Hodža et de Hurban qui doivent s’exiler.
  - L'explorateur allemand Johannes Rebmann découvre le mont Kilimandjaro.
  - France : nomination d'un ministère.

- 15 mai :
  - Ferdinand II de Naples, par peur des radicaux et des troubles décide de dissoudre le Parlement.
  - Empire d'Autriche : émeute à Vienne, assemblée constituante. La cour quitte Vienne pour Innsbruck. Une assemblée constituante est élue au suffrage universel. Elle siège à Kremsier (Moravie) et élabore un projet de constitution progressiste.
  - France :
    - manifestation en France au profit de la Pologne insurgée;
    - échec de l’insurrection révolutionnaire contre l’Assemblée constituante (Barbès, Blanqui, "Albert", Raspail). Des dizaines de milliers de manifestants investissent le Palais Bourbon. L’intervention de la garde nationale qui chasse les occupants fait échouer la tentative. Le gouvernement en profite pour arrêter les chefs socialistes. Blanqui est en fuite. Barbès, Raspail, Albert, Sobrier, Flotte sont arrêtés. La droite triomphe. L'échec de cette journée révolutionnaire permet de préparer le démantèlement des Ateliers nationaux et la dissolution de la Commission du Luxembourg.

- 16 mai, France : la Commission des travailleurs (Commission du Luxembourg) est supprimée.

- 17 mai, France :
  - Cormenin, Marrast, Lamennais, Vivien, Dufaure et Tocqueville sont élus à la commission constitutionnelle par l'Assemblée. La commission de dix-huit membres va siéger du 19 mai au 17 juin (vingt-quatre séances);
  - Louis Eugène Cavaignac devient ministre de la Guerre.

- 18 mai : parlement de Francfort. Il adopte le drapeau noir, rouge et or, désigne un Ministère impérial et prépare la Constitution du Reich à venir, mais sans supprimer l’ancienne Diète. Elle se divise bientôt entre partisans de la solution grande-allemande (großdeutsche Lösung), favorables à une Allemagne fédérale comprenant l’Autriche et s’étendant de la Baltique à l’Adriatique, et ceux de la solution petite-allemande (kleindeutsche Lösung), favorables à une Allemagne plus petite, sans l’Autriche et sous l’autorité prussienne. Les libéraux prussiens dénoncent le gouvernement provisoire, confié à l’archiduc d’Autriche Jean.

- 21 mai : 
  - Des incidents se produisent entre la garde nationale et la garnison prussienne de la forteresse fédérale de Mayence. Le vice-gouverneur prussien, le général Hüser, avait exigé le désarmement de la garde nationale et menacé de bombarder la ville au cas où son ordre ne serait pas exécuté.
  - France : avec les autres représentants, Tocqueville assiste à la fête de la Concorde au Champ-de-Mars.

- 22 mai :
  - France :
    - abolition de l'esclavage à l'île de La Martinique;
    - Victor Hugo décide de se porter candidat aux Élections complémentaires.

  - Le pape et Ferdinand II de Naples rappellent leurs troupes, qui n’obéissent pas.

- 25 mai, France : Alexis de Tocqueville intervient longuement à la commission constitutionnelle pour défendre le bicaméralisme.
  - Première de la pièce d'Honoré de Balzac, La Marâtre au Théâtre-Historique.

- 26 mai, France :
  - Auguste Blanqui est arrêté;
  - Victor Hugo rend publique sa déclaration électorale : Victor Hugo à ses concitoyens.
  - Bannissement de la famille d'Orléans par les républicains de la deuxième république.

- 27 mai :
  - France :
    - abolition de l'esclavage à l'île de La Guadeloupe;

- 28 mai, France : Victor Hugo devient président de la « Société de Petit-Bourg », qui se donne pour tâche d'œuvrer en faveur des enfants pauvres, indigents, abandonnés ou orphelins.

- 29 mai : 
  - Le Wisconsin devient le trentième État américain.
  - France : discours de Victor Hugo à la réunion des Cinq Associations d'art et d'industrie. Celles-ci désignent Victor Hugo comme candidat soutenu par elles.
  - La Lombardie, Modène, Parme et Plaisance se prononcent pour la fusion avec le Piémont.

- 30 mai : 
  - La Transylvanie proclame sa réunification avec la Hongrie.
  - Les troupes piémontaises sont victorieuses à Goito. Charles-Albert refusant toute aide des volontaires lombards, des milices garibaldienne et des troupes alliées est isolé.

## Naissances
- 6 mai : Henry Edward Armstrong (mort en 1937), chimiste anglais.
- 8 mai : José Sánchez del Campo dit « Cara Ancha », matador espagnol († 31 mai 1925).
- 10 mai : Lucien Bégule (mort en 1935), peintre-verrier et archéologue français.
- 15 mai :
  - Viktor Vasnetsov, peintre russe  († 23 juillet 1926).
  - Carl Wernicke, médecin polonais († 15 juin 1905).
- 19 mai : George John Romanes (mort en 1894), naturaliste et psychologue britannique.
- 22 mai : Hermann Schubert (mort en 1911), mathématicien allemand.
- 23 mai : Otto Lilienthal, aviateur († 1896).

## Décès
- 21 mai : Pierre-Laurent Wantzel (né en 1814), mathématicien français.